# Босирівська сільська рада
Боси́рівська сільська́ ра́да — колишня адміністративно-територіальна одиниця та орган місцевого самоврядування в Чортківському районі Тернопільської області. Адміністративний центр — с. Босири.

## Загальні відомості
Босирівська сільська рада утворена в 1939 році.
- Територія ради: 9 км²
- Населення ради: 184 особи (станом на 2001 рік)

## Населені пункти
Сільській раді були підпорядковані населені пункти:
- с. Босири

## Історія
Перша сільська рада розпочала свою діяльність у вересні 1939 року.
У квітні 1944 року після визволення від німецьких загарбників сільська рада відновила свою діяльність.
18 січня 1959 року до ради приєдналася Сокиринецька сільська рада, але згодом від'єдналася.
У грудні 1976 року сільська рада була приєднана до Коцюбинчицької сільської ради, але згодом від'єдналася.
1 грудня 2020 року увійшла до складу Гусятинської селищної громади.

## Географія
Босирівська сільська рада межує з Коцюбинчицькою, Сокиринецькою сільськими радами — Чортківського району, та Бурдяківською сільською радою — Борщівського району.

## Склад ради
Рада складається з 12 депутатів та голови.

### Керівний склад попередніх скликань

#### Голови ради
| Прізвище, ім'я, по батькові   | Основні відомості | Дата обрання | Дата звільнення |
| ----------------------------- | ----------------- | ------------ | --------------- |
| Кінзерський Омельян Дмитрович | Сільський голова  | 1990         | 1994            |
| Кінзерський Омельян Дмитрович | Сільський голова  | 1994         | 1998            |
| Величенко Богдан Васильович   | Сільський голова  | 1998         | 2002            |
| Величенко Богдан Васильович   | Сільський голова  | 2002         | 2006            |
| Величенко Богдан Васильович   | Сільський голова  | 26.03.2006   | 31.10.2010      |
| Величенко Богдан Васильович   | Сільський голова  | 31.10.2010   | 25.10.2015      |
| Величенко Богдан Васильович   | Сільський голова  | 25.10.2015   | 01.12.2020      |

Примітка: таблиця складена за даними сайту Верховної Ради України

#### Секретарі ради
| Прізвище, ім'я, по батькові | Основні відомості | Дата обрання | Дата звільнення |
| --------------------------- | ----------------- | ------------ | --------------- |
| Пазин Іванна Григорівна     | Секретар          | 1990         | 1994            |
| Пазин Іванна Григорівна     | Секретар          | 1994         | 1998            |
| Клопотюк Світлана Євгенівна | Секретар          | 1998         | 2002            |
| Клопотюк Світлана Євгенівна | Секретар          | 2002         | 2006            |
| Клопотюк Світлана Євгенівна | Секретар          | 2006         | 2010            |
| Величенко Галина Іванівна   | Секретар          | 2010         | 2015            |
| Величенко Галина Іванівна   | Секретар          | 2015         | 2020            |

### Депутати

#### VII скликання
За результатами місцевих виборів 2015 року депутатами ради стали:
1. Романів Ігор Степанович
2. Дичаківська Олена Анатоліївна
3. Бойчук Галина Ярославівна
4. Велебніцька Ганна Олексіївна
5. Величенко Галина Іванівна
6. Дичаківська Леся Йосипівна
7. Велебніцький Володимир Володимирович
8. Білінський Омелян Миколайович
9. Власюк Ольга Богданівна
10. Романів Лариса Володимирівна
11. Придруга Ліда Романівна
12. Шкляр Марія Михайлівна

За результатами місцевих виборів 2010 року депутатами ради стали:
1. Придруга Петро Антонович
2. Власик Ольга Богданівна
3. Дичаківська Леся Йосипівна
4. Величенко Галина Іванівна
5. Бойчук Іван Володимирович
6. Мельничук Петро Володимирович
7. Івашків Лідія Юліанівна
8. Велебніцький Олександр Володимирович
9. Бойчук Галина Ярославівна
10. Велебніцька Ганна Василівна
11. Івашків Андрій Степанович
12. Король Михайло Вячеславович

#### V скликання
За результатами місцевих виборів 2006 року депутатами ради стали:
1. Придруга Лідія Романівна
2. Дичаківська Леся Йосипівна
3. Лещишин Ольга Богданівна
4. Величенко Галина Іванівна
5. Величенко Надія Миколаївна
6. Придруга Петро Володимирович
7. Романів Лариса Володимирівна
8. Бойчук Галина Ярославівна
9. Велебніцький Володимир Володимирович
10. Івашків Андрій Степанович
11. Івашків Лідія Юліанівна
12. Велебніцька Ганна Олексіївна

#### IV скликання
За результатами місцевих виборів 2002 року депутатами ради стали:
1. Галан Омелян Іванович
2. Лещишин Ольга Богданівна
3. Дичаківська Леся Йосипівна
4. Клопотюк Світлана Євгенівна
5. Величенко Надія Миколаївна
6. Мельничук Вікторія Леонідівна
7. Романів Лариса Володимирівна
8. Собків Дарія Петрівна
9. Кульчицька Ганна Степанівна
10. Пуцентело Марія Юліанівна
11. Кульчицький Олександр Михайлович
12. Бандола Марія Миколаївна
13. Івашків Лідія Юліанівна
14. Велебніцька Ганна Олексіївна
15. Бойчук Галина Ярославівна

#### III скликання
За результатами місцевих виборів 1998 року депутатами ради стали:
1. Галан Омельян Іванович
2. Білінський Омельян Миколайович
3. Дичаківська Леся Йосипівна
4. Клопотюк Світлана Іванівна
5. Кінасевич Василь Миколайович
6. Гусар Михайло Володимирович
7. Мельничук Петро Володимирович
8. Кульчицька Ганна Степанівна
9. Водянова Марія Омелянівна
10. Пазинн Іванна Григорівна
11. Кульчицький Олександр Михайлович
12. Бандола Марія Миколаївна
13. Бандола Ігор Григорович
14. Велебніцька Ганна Олексіївна
15. Бойчук Галина Ярославівна

#### II скликання
За результатами місцевих виборів 1994 року депутатами ради стали:
1. Галан Омельян Іванович
2. Дичаківська Леся Йосипівна
3. Кінасевич Василь Миколайович
4. Романів Ігор Степанович
5. Гусар Михайло Володимирович
6. Пазин Іванна Григорівна
7. Величенко Богдан Васильович
8. Велибніцька Ганна Олексіївна
9. Бандола Марія Миколаївна
10. Кіндзерська Ганна Юліанівна

#### I скликання
За результатами місцевих виборів 1990 року депутатами ради стали:
1. Галан Омельян Іванович
2. Білінський Омельян Дмитрович
3. Розмаринович Леся Йосипівна
4. Величенко Ганна Володимирівна
5. Величенко Надія Миколаївна
6. Шкляр Тарас Васильович
7. Кульчицька Ганна Степанівна
8. Величенко Богдан Васильович
9. Пазин Степан Дмитрович
10. Пуцентело Марія Юліянівна
11. Кіндзерський Микола Дмитрович
12. Бандола Марія Миколаївна
13. Кіндзерська Ганна Юліанівна
14. Кінзерський Омельян Дмитрович
15. Пазин Іванна Григорівна